# Collège San Ildefonso de Mexico
 (août 2017).
Si vous disposez d'ouvrages ou d'articles de référence ou si vous connaissez des sites web de qualité traitant du thème abordé ici, merci de compléter l'article en donnant les références utiles à sa vérifiabilité et en les liant à la section « Notes et références ».

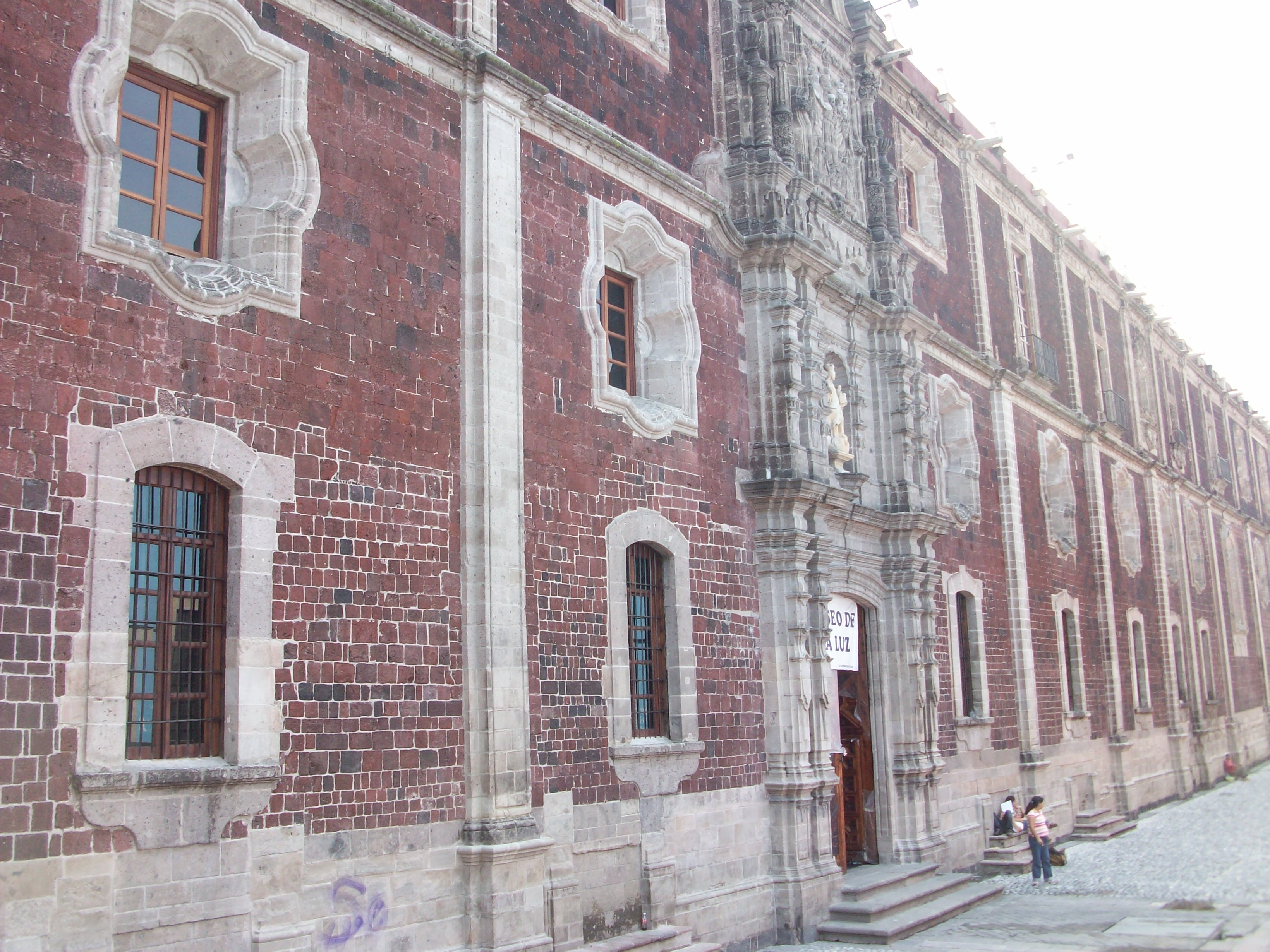
Façade de l'ancien collège (aujourd'hui musée).

L’ancien collège San Ildefonso se trouve dans le Centre historique de Mexico, au 16 de la rue Justi Sierra. Fondé par les jésuites en 1588 comme collège et séminaire il fut une des plus importantes institutions éducative de la Nouvelle-Espagne. Il cessa de fonctionner en 1767 lorsque les jésuites furent expulsés d'Espagne et de tous les territoires sous domination espagnole. Après avoir servi à diverses institutions le bâtiment fut rénové en 1991 et abrite depuis 1994 le Museo de San Ildefonso.

## Histoire de l'édifice

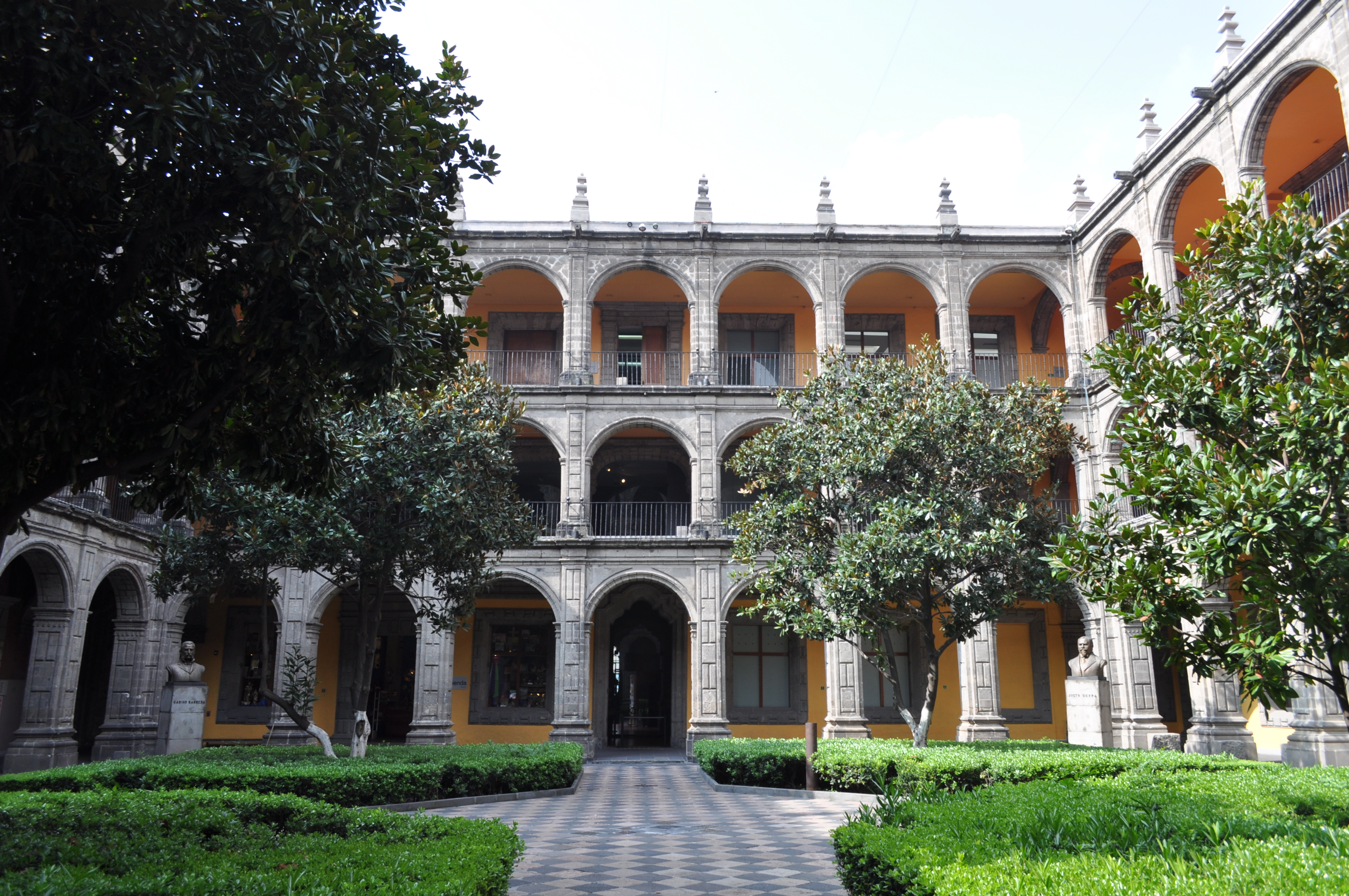
Patio principal.

Il a été fondé par les Jésuites en 1588, comme séminaire où résidaient les étudiants de la congrégation, et il est devenu une des institutions éducatives les plus importantes de la Nouvelle-Espagne. En 1618, il a commencé à fonctionner sous le patronage royal octroyé par Philippe II d'Espagne, prenant alors le nom de Collège Royal ancien de San Ildefonso.
Le bâtiment fut reconstruit au début du XVIIIe siècle, il est considéré comme l'un des exemples les plus saillants de l'architecture civile de Mexico.
Après l'expulsion des Jésuites en 1767, décrétée par le roi Charles III d'Espagne, l'édifice fut utilisé à des fonctions ou institutions les plus diverses :
- Caserne d'un bataillon du Régiment de Flandres
- collège administré par le vice-roi et dirigé par le clergé séculier
- Siège temporel de l'École nationale de Jurisprudence
- Siège temporel de chaires de l'École de médecine
- Caserne des troupes nord-américaines en 1847
- Caserne des troupes françaises en 1862
- Siège de l'École nationale préparatoire après la réforme éducative de 1867 (promue par Benito Juárez). En 1910, elle a fait partie de l'Université nationale fondée par Justo Sierra, grâce à quoi le Collège a continué d'abriter plusieurs générations d'intellectuels pendant six décennies, jusqu'à 1978.

## Actualité
- De 1978 à 1992 il est resté fermé au public, il a été restauré pour abriter l'exposition México: Esplendor de 30 siglos.
- Actuellement, c'est une partie du patrimoine universitaire et il fonctionne comme cadre pour des expositions temporaires. Depuis 1992, un mandat tripartite intégré par l'Universidad Nacional Autónoma de México (UNAM), le Consejo Nacional para la Cultura y las Artes (CONACULTA) et le gouvernement du District Fédéral l'administre.

## Les peintures murales

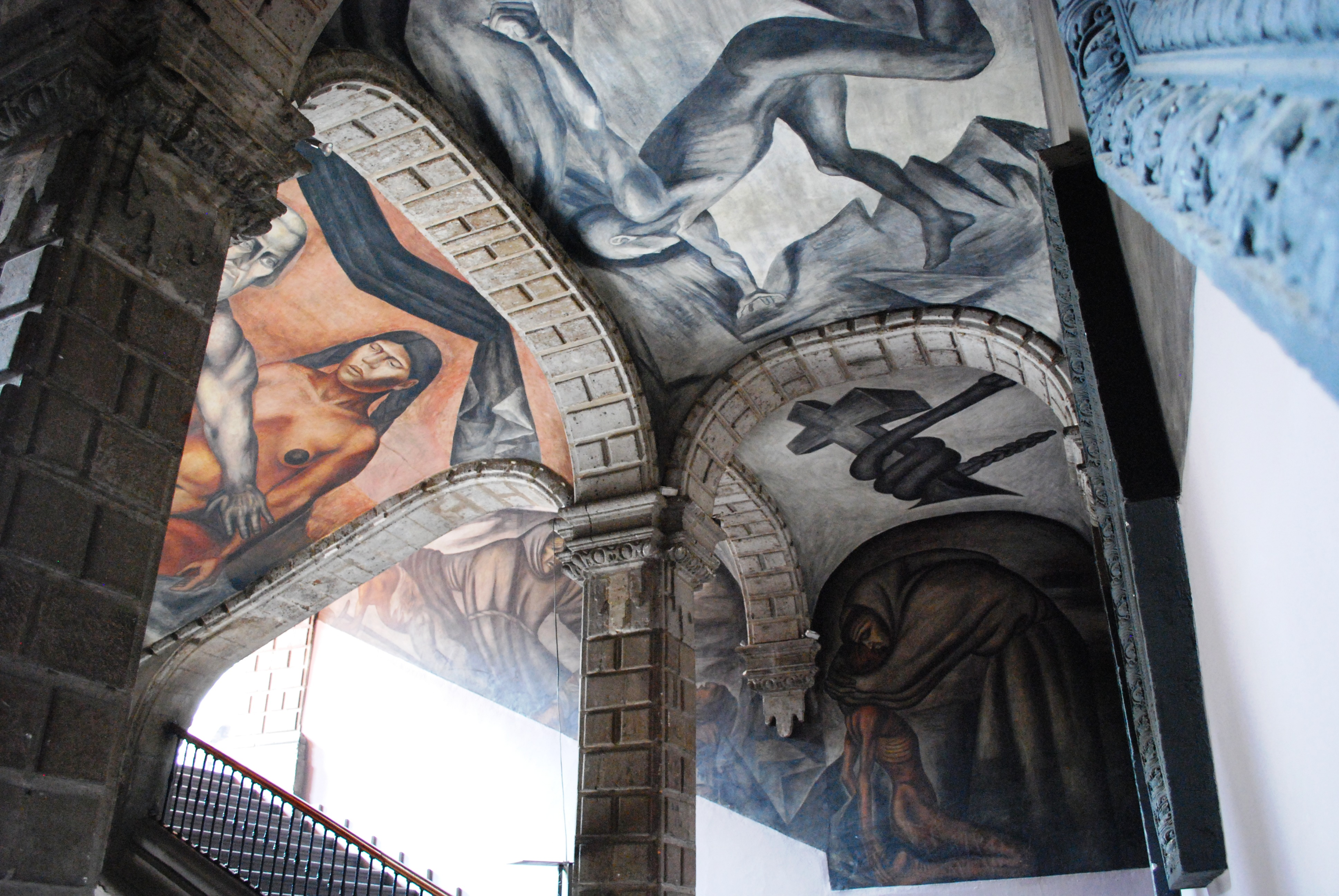
Fresques de José Clemente Orozco dans l'escalier principal.

Après la fin de la révolution mexicaine, le secrétaire de l'éducation José Vasconcelos réunit des peintres pour éduquer le peuple à travers des fresques, donnant ainsi naissance au courant muraliste mexicain. Le Collège compte des peintures murales de Diego Rivera, Jean Charlot, Fernando Leal, David Alfaro Siqueiros, Ramón Alva de la Canal, Fermín Revueltas et José Clemente Orozco.